# Cardiodactylus pentecotensis
Cardiodactylus pentecotensis är en insektsart som beskrevs av Robillard 2009. Cardiodactylus pentecotensis ingår i släktet Cardiodactylus och familjen syrsor. Inga underarter finns listade i Catalogue of Life.